# Jan V van Soissons
Jan V van Soissons (21 maart 1281 - 1304) was van 1302 tot aan zijn dood graaf van Soissons. Hij behoorde tot het huis Nesle.

## Levensloop
Jan V was de oudste zoon van graaf Jan IV van Soissons en diens echtgenote Margaretha van Rumigny.
In 1302 volgde hij zijn vader op als graaf van Soissons. Over zijn tweejarige regeerperiode is er niets bekend.
Hij bleef ongehuwd en kinderloos, waardoor hij in 1304 als graaf van Soissons werd opgevolgd door zijn jongere broer Hugo. 